# 褐花雪莲
褐花雪莲（学名：Saussurea phaeantha）是菊科风毛菊属的植物，为中国的特有植物。分布于中国大陆的青海、四川西藏、甘肃等地，生长于海拔3,800米至4,500米的地区，常生于草甸、沼泽地及高山草地，目前尚未由人工引种栽培。

## 别名
褐花风毛菊（中国高等植物图鉴）